# انریکو بیرزوتی
انریکو بیرزوتی (انگلیسی: Enrico Bearzotti؛ زادهٔ ۲۹ اکتبر ۱۹۹۶) بازیکن فوتبال اهل ایتالیا است.
از باشگاه‌هایی که در آن بازی کرده‌است می‌توان به باشگاه فوتبال پادوا و باشگاه فوتبال هلاس ورونا اشاره کرد.